# Захаров, Евгений Владимирович
Евгений Владимирович Захаров (3 сентября 1937, Москва — 2 марта 2023) — советский и российский математик, доктор физико-математических наук, заслуженный профессор МГУ, профессор и заместитель декана ВМК МГУ (по 2019 г.).

## Биография
Окончил 330-ю мужскую среднюю школу в Москве (1955). Работал на производстве (1955—1962). Учился на вечернем отделении физического факультета МГУ (1957—1962).
Защитил диссертацию «Дифракция электромагнитных волн на идеально проводящих телах, погружённых в слоистую среду» на степень кандидата физико-математических наук (1966).
Защитил диссертацию «Электромагнитные поля в слоистой среде с идеально проводящими телами» на степень доктора физико-математических наук (1974).
В 1981 году Захарову присвоено государственное учёное звание профессора.
Работает в МГУ с 1962 года. НИВЦ МГУ (1962—1979). Преподаватель факультета ВМК МГУ (с 1979). Профессор кафедры вычислительной математики (1981); профессор кафедры математической физики (с 1982), Заместитель декана факультета ВМК МГУ (с 1979).
Лауреат премии имени М. В. Ломоносова (1983) за цикл работ «Разработка и внедрение математических методов в электромагнитные геофизические исследования».
Заслуженный профессор МГУ (2000). Почётный работник высшего профессионального образования Российской Федерации (2000).
Область научных интересов: краевые задачи, интегральные уравнения, численные методы, математическое моделирование.
В МГУ ведёт курсы «Уравнения математической физики», «Методы математической физики», «Теория линейных и квазилинейных дифференциальных уравнений», «Математические модели в медицине», «Интегральные уравнения в задачах дифракции волн».
Среди учеников Е. В. Захарова - 17 кандидатов наук и 2 доктора наук. Автор более 200 научных работ.
Основные труды: «Численный анализ дифракции радиоволн» (соавт., 1982), учебные пособия «Интегральные уравнения в краевых задачах электродинамики» (соавт., 1987), «Уравнения математической физики» (соавт., 2010), «Интегральные уравнения. В 3-х ч.» (соавт., 2012–2015), «Методы математической физики» (соавт., 2016).
Скончался 2 марта 2023 года.